# Wonderchild
Wonderchild is een nummer van de Zweedse zanger Christian Walz uit 2005. Het is de tweede single van zijn tweede studioalbum Paint By Numbers.
Het nummer werd een grote hit in Walz' thuisland Zweden, waar het de 8e positie behaalde. Ook in het Nederlandse taalgebied werd het nummer een hit. In de Nederlandse Top 40 haalde het de 11e positie, en in de Vlaamse Ultratop 50 de 44e.